# 霍姆斯特德鎮區 (密歇根州)
霍姆斯特德鎮區（英語：Homestead Township）是位於美國密歇根州本西縣的一個行政鎮區。

## 地方資料
霍姆斯特德鎮區的面積為78.40平方千米，當中陸地面積為78.20平方千米，而水域面積為0.20平方千米。根據2020年美國人口普查的數據，當地共有人口2329人，而人口密度為每平方千米29.71人。